# Jimmy Moran
James-Henri Moran, connu également sous les prénoms Jimmy et Jim, né le 28 mars 1880 à Chelsea et mort le 26 octobre 1951 à Cambridge, est un coureur cycliste sur piste américain. Professionnel de 1908 à 1912, il remporte notamment la première course de six jours organisée en Europe aux côtés de Floyd McFarland : les Six jours de Berlin en 1909, .

## Palmarès

### Championnats du monde
- Rome 1911
  -  Médaillé de bronze du demi-fond
- Newark 1912
  -  Médaillé de bronze du demi-fond

### Championnats d'Europe
- 1911
  -  Champion d'Europe de demi-fond

### Six jours
- Six jours de New York : 1908 (avec Floyd McFarland) et 1910 (avec Eddy Root)
- Six jours de Kansas City : 1908 (avec Iver Lawson)
- Six jours de Berlin : 1909 (avec Floyd McFarland)
- Six jours de Boston : 1910 (avec Frank Kramer) et 1912 (avec Joe Fogler)